# Гаврилов, Иван Васильевич (педагог)
Иван Васильевич Гаврилов (1837—1890) — русский педагог, переводчик, автор ряда научных работ и учебников; действительный статский советник. Преподавал русский язык великим князьям Павлу Александровичу и Петру Николаевичу.,

## Биография
Родился в 1837 году в семье сын священника области Войска Донского. По окончании Саратовской духовной семинарии поступил в Главный педагогический институт, а по закрытии последнего перешел на историко-филологический факультет Петербургского университета, где и окончил курс в 1861 году со степенью кандидата.
После этого он более двух лет преподавал географию и историю в Мариинском донском институте, а в 1865 году перешел на должность преподавателя русского языка и словесности в Тульскую гимназию.
В 1869 году в «Педагогическом обозрении» опубликовал статью: «Вопрос об ученических сочинениях в немецкой педагогической литературе».
В 1870 году был избран в наставники-руководители в гимназии при Санкт-Петербургском историко-филологическом институте (в 1875—1879 гг. одновременно преподавал логику) и в этой должности оставался до начала тяжёлой болезни в феврале 1887 года.
Трудное и ещё новое в России дело практического руководства студентами в преподавании главных предметов гимназического курса, в особенности русского языка, было поставлено им на должную высоту. Как опытный и искусный преподаватель Иван Васильевич Гаврилов обратил на себя внимание лиц, интересующихся делом преподавания, и был приглашен преподавать русский язык великим князьям Павлу Александровичу и Петру Николаевичу.
Еще находясь в университете, И. В. Гаврилов перевёл с немецкого несколько статей для журнала «Воспитание» Чумикова, а сделавшись преподавателем, помещал в «Журнале Министерства народного просвещения» статьи по общим педагогическим вопросам и критические разборы учебников; эти работы эти пользовались большой распространенностью в учебном мире.
Умер 23 января (4 февраля) 1890 года. Похоронен в Тосно, на местном кладбище.

## Избранная библиография
Статьи в «ЖМНП»:
- Первые уроки церковно-славянского языка. По поводу "Учебника русской и церковно-славянской этимологии для средних учебных заведений" Л. Поливанова (1868 г., № 5);
- По вопросу о малоуспешных учениках нашей гимназии (1868 г., № 10);
- Лицей Цесаревича Николая (1871 г., №11, подписано литерой Z);
- Рецензия на книгу «Латинская этимология в соединении с русской для трех низших классов. Учебник лицея Цесаревича Николая, М., 1868 г.» (1871 г., № 7).

Отдельно изданы:
- Письменные упражнения. Руководство к ведению и составлению ученических сочинений в средних учебных заведениях (СПб., 1872; 3-е изд. — 1884);
- Стилистические задачи для четырех низших классов (изд. 2-е, испр. и доп. — СПб., 1875);
- Стилистические задачи для низших и средних классов (СПб., 1874; 10-е изд. — 1907);
- Применение стилистических задач в связи с преподаванием грамматики и чтением хрестоматии (СПб., 1875);
- Темы, расположения и материалы для сочинений в старших классах (СПб., 1876; 7-е изд. — 1907);
- Материалы для письменных упражнений в старших классах средних учебных заведений., Вып. 1. (СПб., 1886; 2-е изд. — 1895);
- Область и цель письменных упражнений (СПб., 1887).